# Ivan Girev
Ivan Aleksandrovitsj Girev (Russisch: Иван Александрович Гирёв) (Gavrilov-Yam (Oblast Jaroslavl), 29 juni 2000) is een Russische zwemmer.

## Carrière
Bij zijn internationale debuut, op de wereldkampioenschappen kortebaanzwemmen 2018 in Hangzhou, veroverde Girev samen met Martin Maljoetin, Michail Vekovisjtsjev en Aleksandr Krasnych de zilveren medaille op de 4×200 meter vrije slag. Op de 4×100 meter vrije slag zwom hij samen met Jevgeni Rylov, Ivan Koezmenko en Michail Vekovisjtsjev in de series, in de finale sleepten Vladislav Grinev, Sergej Fesikov, Vladimir Morozov en Kliment Kolesnikov de zilveren medaille in de wacht. Voor zijn aandeel in de series van deze estafette ontving Girev de zilveren medaille.
Op de wereldkampioenschappen zwemmen 2019 in Gwangju zwom hij samen met Aleksandr Krasnych, Michail Dovgaljoek en Michail Vekovisjtsjev in de series van de 4×200 meter vrije slag, in de finale legden Krasnych, Dovgaljoe, en Vekovisjtsjev samen met Martin Maljoetin beslag op de zilveren medaille. Op de 4×100 meter vrije slag gemengd zwom hij samen met Michail Vekovisjtsjev, Darja Oestinova en Veronika Androesenko in de series, in de finale eindigde Oestinova samen met Vladislav Grinev, Vladimir Morozov en Maria Kameneva op de vijfde plaats. Voor zijn inspanningen in de series van de 4×200 meter vrije slag werd hij beloond met de zilveren medaille.

## Internationale toernooien
| Jaar | Olympische Spelen | WK langebaan                                                                                               | WK kortebaan                                                       | EK langebaan  | EK kortebaan |
| ---- | ----------------- | --- | ------------------------------------------------------------------ | ------------- | ------------ |
| 2018 |                   | | 4×100m vrije slag · Girev zwom enkel de series · 4×200m vrije slag | geen deelname |              |
| 2019 |                   | 4×200m vrije slag · Girev zwom enkel de series · 5e 4×100m vrije slag gemengd · Girev zwom enkel de series |                                                                    |               | 4-8 december |

## Persoonlijke records
Bijgewerkt tot en met 12 november 2018
Kortebaan
| Afstand         | Tijd    | Datum            | Plaats |
| --------------- | ------- | ---------------- | ------ |
| 100m vrije slag | 47,23   | 12 november 2018 | Kazan  |
| 200m vrije slag | 1.43,64 | 8 november 2018  | Kazan  |

Langebaan
| Afstand         | Tijd    | Datum            | Plaats       |
| --------------- | ------- | ---------------- | ------------ |
| 100m vrije slag | 48,33   | 28 augustus 2017 | Indianapolis |
| 200m vrije slag | 1.46,40 | 24 augustus 2017 | Indianapolis |